# Tinamotis
Tinamotis là một chi chim trong họ Tinamidae.